# 加布里埃尔·塔尔德
加布里埃尔·塔尔德（法語：Gabriel Tarde，法語發音：[ɡabʁijɛl taʁd]；1843年3月12日—1904年5月13日；又译塔德），法国社会学家、犯罪学家、社会心理学家。

## 生平
著有《比较犯罪学》、《模仿律》、《社会逻辑》、《社会规律》等书。他认为一切社会活动都是个人之间的互动，最基本的社会关系是模仿，社会由相互模仿的个体组成。不同的模仿方式使得冲突不可避免，冲突的结果是双方的调节以互相适应，达到社会平衡。